# Alexander Weber (Fechter)
Alexander Weber, geschiedener Achten  (* 4. Januar 1978 in Bielefeld) ist ein deutsch-argentinischer Fechter (Säbel). Bis Ende 2004 startete er für Deutschland, seit 2005 ist er Mitglied der argentinischen Nationalmannschaft.

## Mannschaftserfolge
Bei den Olympischen Spielen 2000 in Sydney und den Fechtweltmeisterschaften 2002 in Lissabon gewann er im Mannschaftswettbewerb für Deutschland, bei den Panamerikanischen Spielen 2007 in Rio de Janeiro für Argentinien jeweils die Bronzemedaille.
Für seine unter deutscher Fahne errungenen Erfolge erhielt er 2007 das Silberne Lorbeerblatt, die höchste verliehene sportliche Auszeichnung in Deutschland.